# Памятник Убаши-хану
Па́мятник Убаши́-ха́ну — памятник, находящийся в городе Элисте (Калмыкия) на пересечении улицы Ленина и проспекта Остапа Бендера. Посвящён последнему калмыцкому хану Убаши.

## История
Памятник Убаши-хану авторства монгольских скульптуров Нямдоржа Буяна и Норовсамбуу Баатарцога является точной копией монумента, находящегося в городе Булган (Монголия). Памятник Убаши-хану был подарен Элисте членами монгольского клуба «Торгон нутаг», который объединяет монгольских торгоутов.
9 июня 2012 года скульптура был доставлен в Элисту. Городские власти рассматривали различные варианты месторасположения памятника — сквер у здания МЧС по улице Ленина, возле Сити-Чесс, перед зданием Концертного зала «Октябрь», площадь около Национального музея Калмыкии. В результате монумент был установлен в начале ноября 2012 года в малолюдном месте, почти на окраине города, в промышленном районе возле проходной завода «Одн» (Звезда).
22 ноября 2012 года состоялось торжественное открытие памятника Убаши-хану.

## Описание
Высота памятника составляет 4,39 метра. Скульптура установлена на постаменте высотой 3,4 метра.